# Donji Kukuruzari
Donji Kukuruzari falu és község Horvátországban, a Sziszek-Monoszló megyében.

## Fekvése
Sziszek városától légvonalban 26, közúton 35 km-re délkeletre, a Zágrábot Hrvatska Kostajnicával összekötő 30-as számú főút mentén fekszik. A község domborzata többnyire hegyvidék, melyet nagyrészt tölgy, bükk és gyertyánerdők borítanak, de gyakoriak a gesztenyések is. Az erdők között rétek, legelők találhatók. A fő vízfolyás a Sunja, mely ezen a részen még gyors folyású és amelybe számos hegyi patak torkollik.

## A község települései
A községhez Babina Rijeka, Borojevići, Donja Velešnja, Donji Bjelovac, Donji Kukuruzari, Gornja Velešnja, Gornji Bjelovac, Gornji Kukuruzari, Knezovljani, Komogovina, Kostreši Bjelovački, Lovča, Mečenčani, Prevršac és Umetić települések tartoznak.

## Története
E vidék történelmi és gazdasági jelentősége már ősidők óta az itt áthaladó fontos kereskedelmi utakban rejlett. Ezt az elsők között a rómaiak ismerték fel, akik két fontos utat is építettek ezen a területen. Jelenlétüket jelzi a Borojevići területén, a Bjelovac nevű helyen a Lovča-patak hídjánál talált értékes római pénzlelet, melyet ma a zágrábi régészeti múzeumban őriznek. A nagy népvándorlás idején a 6. század és a 7. század vége között szláv törzsek, a mai horvátok ősei érkeztek erre a területre. A pannóniai horvát hercegség bukása után a térség előbb a frankok, majd a 10. század elején az újonnan megalapított Horvát Királyság uralma alá került. A horvát királyok idejében a község területe megosztott a gorai, a goricai és a dubicai zsupánságok között. 1097-ben a Petrova gora hegységben vívott csatában győzte le Könyves Kálmán serege Svačić Pétert az utolsó horvát királyt, majd a Kálmán király és a horvát nemesség közötti megállapodás a „pacta conventa” értelmében Horvátország részeként ez a terület is a Magyar Királyság része lett.
1347-ben a Nagy Lajos király cserével megszerezte és Subics Gergely és György comesnek, a Zrínyiek őseinek adta az innen délnyugatra található Zrin várát. Ettől kezdve a térség a Zrínyiek uralma alá tartozott. Miután 1463 nyarán a török egész Boszniát megszállta megsokasodtak a község területét érő török támadások is, melyek ereje a 16. század közepén tovább fokozódott. Ezek útjában két jelentősebb vár állt a község területén, Prevršac és Komogovina. Pevršacot valamikor a 16. század elején emelték a Zrínyiek, hogy összekötő kapocs legyen a Kosztajnica, Zrin és Gvozdanszkó várai közötti végvári védvonalban, mely a Zrínyiek itteni ezüstbányáit védte. Kosztajnica már 1556-ban elesett, majd az 1577-es és 1578-as évek nagy harcaiban az egész térség török kézre került. A várak sorsáról a korabeli források eltérően tudósítanak. Az egyik szerint 1578-ban a török Zrint, Komogovinát és Pervšacot is lerombolta, míg mások szerint néhány várat, (köztük Pervšacot) maguk a Zrínyiek romboltak le, amikor látták a török túlerővel szemben nem tudják megvédeni azokat.
Már a török uralom idején a 17. század folyamán megindult a népesség cseréje. Az elmenekült katolikus horvátok helyére az Oszmán Birodalom határvidékeiről pravoszláv vlachok érkeztek, melyről 1640-ből való az első írásos forrás. Az 1683 és 1699 között zajlott felszabadító harcokat a karlócai béke zárta le, melynek eredményeként a török határ az Una folyóhoz került vissza. 1696-ban a szábor a bánt tette meg a Kulpa és az Una közötti határvédő erők parancsnokává, melyet hosszas huzavona után 1704-ben a bécsi udvar is elfogadott. Ezzel létrejött a Báni végvidék, horvátul Banovina, vagy Banja. Az osztrák generálisok védelmi célból a Zrínyi-hegység vidékére a török határövezetből érkezett pravoszláv katonákat, köznevükön martalócokat telepítettek be azokat, akik korábban török szolgálatban éppen a horvát falvak és városok fosztogatását végezték. Ezzel e vidék etnikai összetétele véglegesen megváltozott. A község mai falvainak legnagyobb része a 18. század elején és közepén alakult ki. Fejlődésük a 18. század második felében Károlyvárosból Glinán és Petrinyán át Kostajnicára menő főút megépítésének és a forgalom újbóli megindulásának köszönhető.
A falu 1773-ban az első katonai felmérés térképén „Dorf Donji Kukuruzari” néven szerepel. Lipszky János 1808-ban Budán kiadott repertóriumában „Kukuruzari” a neve.  Nagy Lajos 1829-ben kiadott művében ugyancsak „Kukuruzari” néven 144 házzal és 879 (192 római katolikus és 687 görögkeleti vallású) lakossal szerepel. A Petrinya központú második báni ezredhez tartozott. 1857-ben 465, 1910-ben 455 lakosa volt. A katonai közigazgatás megszüntetése után Zágráb vármegye részeként a Petrinyai járáshoz tartozott. 1918-ban az új szerb-horvát-szlovén állam, majd később Jugoszlávia része lett.
Különösen nehéz időszakot élt át a község lakossága a II. világháború alatt. 1941-ben a németbarát Független Horvát Állam része lett, de már az év június 22-én megalakult a helyi szerbekből az első partizánosztag, mely egészen az 1945-ös végső győzelemig harcolt az usztasák, a csetnikek és a horvát katonai alakulatok, valamint a német megszállók ellen. Az usztasa egységek megtorlásul az otthon maradottak közül sokakat megöltek, másokat koncentrációs táborokba hurcoltak. A délszláv háború előtt lakosságának 83%a szerb, 14%-a horvát nemzetiségű volt. 1991. június 25-én a független Horvátország része lett. A délszláv háború idején szerb lakossága a szerb erőkhöz csatlakozott. A Krajinai Szerb Köztársasághoz tartozott. A falut 1995. augusztus 7-én a Vihar hadművelettel foglalta vissza a horvát hadsereg. A szerb lakosság többsége elmenekült és helyükre a boszniai Szávamentéről, Közép-Boszniából és Banja Luka környékéről nagy számú horvát lakosság érkezett. A településnek 2011-ben 297, a községnek összesen 1634 lakosa volt.

## Népesség
| Lakosság változása | Lakosság változása | Lakosság változása | Lakosság változása | Lakosság változása | Lakosság változása | Lakosság változása | Lakosság változása | Lakosság változása | Lakosság változása | Lakosság változása | Lakosság változása | Lakosság változása | Lakosság változása | Lakosság változása | Lakosság változása |
| ------------------ | ------------------ | ------------------ | ------------------ | ------------------ | ------------------ | ------------------ | ------------------ | ------------------ | ------------------ | ------------------ | ------------------ | ------------------ | ------------------ | ------------------ | ------------------ |
| 1857               | 1869               | 1880               | 1890               | 1900               | 1910               | 1921               | 1931               | 1948               | 1953               | 1961               | 1971               | 1981               | 1991               | 2001               | 2011               |
| 465                | 502                | 448                | 622                | 451                | 455                | 441                | 423                | 352                | 401                | 393                | 320                | 309                | 301                | 226                | 297                |

## Nevezetességei
- A Petrinyáról Kostajnicára menő út északi oldalán található az Istenanya Mennybevétele tiszteletére szentelt pravoszláv templom, melyet 1838-ban építettek. Ikonosztázát a jaszenovaci Kotlija mester festette 1871-ben. Az egyhajós, egyszerű kinézetű épület sokáig harangtorony nélkül állt, mert azt 1944-ben az usztasák lerombolták. A háború után fából építettek egy különálló harangtornyot a templom mellett és ebben helyezték el a harangot. Közvetlenül a délszláv háború kitörése előtt kezdték meg a harangtorony építését, melynek során a régi torony maradványai között ikonokat találtak. Ezekről kiderült, hogy a komogovinai iskolához tartoztak. Az épület a háború miatt befejezetlen maradt. A harangtornyot és a mellette álló homlokzatot nemrég építették újjá. Ekkor újult meg a tetőzet is.
- Az új, Szent Illés próféta tiszteletére szentelt római katolikus templom építése 1999-ben fejeződött be. Az első szentmisét 1999. július 20-án celebrálta benne Anto Hajmiler atya, kostajnicai plébános.

## Gazdaság
Mivel területének nagy részét erdő borítja a helyi gazdaság alapja a mezőgazdaság és az állattartás mellett a faipar, valamint a vadászati és falusi turizmus. Az ipari fejlődés irányában tett kísérlet a „Veleška polja“ vállalkozói övezet létesítése.

## Kultúra
A KUD „Napredak” kukturális és művészeti egyesület a délszláv háború után betelepült boszniai horvátok népszokásait, kultúráját ápolja. Ma mintegy ötven tagot számlál, akik két szekcióban tevékenykednek.

## Oktatás
A „Katarina Zrinska” elemi iskola Mečenčani faluban működik.